# Chris Armstrong
Christopher Peter Armstrong, detto Chris Armstrong (Newcastle upon Tyne, 19 giugno 1971), è un ex calciatore inglese, di ruolo attaccante.

## Carriera
Ha giocato nella prima e nella seconda divisione inglese.

## Palmarès
- First Division: 1

Crystal Palace: 1993-1994
- Coppa di Lega inglese: 1

Tottenham: 1998-1999